# Psary (gromada w powiecie włoszczowskim)
Psary – dawna gromada, czyli najmniejsza jednostka podziału terytorialnego Polskiej Rzeczypospolitej Ludowej w latach 1954–1972.
Gromady, z gromadzkimi radami narodowymi (GRN) jako organami władzy najniższego stopnia na wsi, funkcjonowały od reformy reorganizującej administrację wiejską przeprowadzonej jesienią 1954 do momentu ich zniesienia z dniem 1 stycznia 1973, tym samym wypierając organizację gminną w latach 1954–1972.
Gromadę Psary z siedzibą GRN w Psarach utworzono – jako jedną z 8759 gromad na obszarze Polski – w powiecie włoszczowskim w woj. kieleckim, na mocy uchwały nr 13l/54 WRN w Kielcach z dnia 29 września 1954. W skład jednostki weszły obszary dotychczasowych gromad Psary kolonia, Psary wieś, Celiny, Kluczyce, Krzepice i Zwlecza ze zniesionej gminy Secemin, ponadto parcelacja Daleszec z dotychczasowej gromady Kuczków oraz wieś Gródek z dotychczasowej gromady Dąbie ze zniesionej gminy Chrząstów w tymże powiecie. Dla gromady ustalono 15 członków gromadzkiej rady narodowej.
31 grudnia 1961 do gromady Psary przyłączono wsie Kuczków, Wola Kuczkowska, Wolica, Dąbie i Cegielnia, gajówkę Borowe oraz tereny byłych folwarków Kuczków i Smugi ze zniesionej gromady Chrząstów.
Gromadę zniesiono 1 stycznia 1969, a jej obszar włączono do gromad Secemin (wsie Zwlecza, Krzepice, Psary, Psary Kolonia i Kluczyce) i Starzyny (wsie Celiny, Wola Kuczkowska, Kuczków, Dąbie i Wolica).